# 和歌山県道18号海南金屋線
和歌山県道18号海南金屋線（わかやまけんどう18ごう かいなんかなやせん）は、和歌山県海南市から有田郡有田川町に至る県道（主要地方道）である。

## 概要
海南市の市街地から同市別所まで日方川に沿って通り、有田川町に入ると玉川という河川に沿って金屋地区の町街地に至る。
起点から同市重根までは比較的走りやすい2車線道であるが、同市別所から終点までは山を越えていく道路となっている。山に入ると道が狭く、国道425号と同様にガードレールが設置されていない所もある。主に海南市側の山間部ではいわゆるワインディングロードとなっており、線形が悪い。
その後、重根から別所付近にかけて、2車線道へと整備がなされ、有田川町上六川付近から終点までの区間も、2車線整備が完了し、国道424号へのバイパス道路に接続した。2024年現在、別所から上六川へ抜けるトンネルを建設中である。（仮称鏡石トンネルは、2023年9月14日貫通）

### 路線データ
- 総延長：21.4km　（実延長　海南市：11.072km　有田川町：不明）
- 起点：海南市日方字馬場町
- 終点：有田郡有田川町大字中野

## 歴史
- 1993年（平成5年）5月11日 - 建設省から、県道海南金屋線が海南金屋線として主要地方道に指定される[1]。
- 2015年（平成27年）9月4日 - 有田川町糸野地内（糸野交差点）～有田川町中野地内（中野交差点）を結ぶ道路が開通。[2]

## 路線状況

### 重複区間
- 国道370号（幡川交差点 - 重根南交差点）

### トンネル
- 鏡石トンネル　L=2,567m（2025年4月13日 竣工）[3]

## 地理

### 通過する自治体
- 海南市
- 有田川町

### 交差する道路
- 国道370号（海南市馬場町、馬場町一丁目交差点・起点）
- 和歌山県道136号秋月海南線（海南市井田、井田交差点）
- 阪和自動車道（海南市大野中、海南東インターチェンジ）
- 国道370号（海南市幡川、幡川交差点）
- 国道370号（海南市重根、重根南交差点）
- 国道480号（有田川町糸野、糸野交差点）
- 国道424号（有田川町中野、中野交差点・終点）